# باشگاه فوتبال سان فرانسیسکو بی بلک‌هاکس
سان فرانسیسکو بی بلک‌هاکس یک تیم فوتبال حرفه‌ای بود که در سال ۱۹۸۹ به عنوان یک تیم در لیگ فوتبال غربی (وی‌اس‌ال) به وجود آمد. بلک‌هاکس مدتی را در لیگ فوتبال حرفه‌ای آمریکا (ای‌پی‌اس‌ال) و لیگ فوتبال بین منطقه‌ای ایالات متحده (یواس‌آی‌اس‌ال) گذراند. در سال ۱۹۹۳، این تیم در یواس‌آی‌اس‌ال به عنوان سن خوزه هاکس شرکت کرد، اما در پایان فصل مسابقات را ترک کرد.
لوری کالووی یکی از مربیان این تیم بود.

## بازیکنان ایرانی
امیر هاشمی مقدم